# Stazione meteorologica di Abetone Boscolungo
La stazione meteorologica di Abetone Boscolungo, attiva fin dal 1926, è la stazione meteorologica di riferimento relativa alla località di Boscolungo nel comune di Abetone.

## Caratteristiche
La stazione meteorologica, è situata nell'Italia Centrale, in Toscana, nel comune di Abetone, in località Boscolungo a 1 359,79 metri s.l.m. e alle coordinate geografiche 44°08′N 10°40′E.
Installata nel 1926 come stazione meccanica fornita di pluviometro e sensore termometrico in capannina, è stata gestita fin dalla sua attivazione dal Compartimento di Pisa del Servizio Idrografico e Mareografico Nazionale per poi passare sotto la gestione del Servizio Idrologico Regionale dopo il passaggio di competenze alle regioni. Nel 1996 è stata attivata con il solo pluviometro e riposizionata in ubicazione diversa a 1 345 metri s.l.m. una stazione automatica gestita dall'Autorità di Bacino del fiume Serchio che poi fornisce i dati anche al Servizio Idrologico Regionale, a cui è stato aggiunto anche il sensore termometrico entrato in funzione il 26 ottobre 2017.

## Dati climatologici 1961-1990
In base alla media trentennale 1961-1990, disponibile solo per la pluviometria, le precipitazioni medie annue, sono di 2 504,2 mm e presentano un minimo relativo in estate ed un picco in autunno, oltre a presentare valori elevati anche in inverno e primavera.
| Abetone Boscolungo (1961-1990) | Mesi  | Mesi  | Mesi  | Mesi  | Mesi  | Mesi  | Mesi | Mesi  | Mesi  | Mesi  | Mesi  | Mesi  | Stagioni | Stagioni | Stagioni | Stagioni | Anno    |
| Abetone Boscolungo (1961-1990) | Gen   | Feb   | Mar   | Apr   | Mag   | Giu   | Lug  | Ago   | Set   | Ott   | Nov   | Dic   | Inv      | Pri      | Est      | Aut      | Anno    |
| ------------------------------ | ----- | ----- | ----- | ----- | ----- | ----- | ---- | ----- | ----- | ----- | ----- | ----- | -------- | -------- | -------- | -------- | ------- |
| Precipitazioni (mm)            | 277,1 | 200,7 | 245,7 | 213,0 | 176,9 | 121,2 | 74,9 | 107,7 | 170,6 | 270,7 | 365,4 | 280,3 | 758,1    | 635,6    | 303,8    | 806,7    | 2 504,2 |

## Temperature estreme mensili dal 1927 in poi
Di seguito sono riportati i valori estremi mensili delle temperature massime e minime registrate nel periodo compreso fra il 1927 e il 2022. La temperatura massima assoluta è stata registrata il 14 agosto 1966 e il 27 luglio 1983 con +31,5 °C, mentre la minima assoluta di −21,0 °C è stata registrata il 14 gennaio 1968.
| Abetone Boscolungo (1927-2023) | Mesi         | Mesi         | Mesi         | Mesi         | Mesi              | Mesi        | Mesi        | Mesi        | Mesi              | Mesi         | Mesi               | Mesi         | Stagioni | Stagioni | Stagioni | Stagioni | Anno  |
| Abetone Boscolungo (1927-2023) | Gen          | Feb          | Mar          | Apr          | Mag               | Giu         | Lug         | Ago         | Set               | Ott          | Nov                | Dic          | Inv      | Pri      | Est      | Aut      | Anno  |
| ------------------------------ | ------------ | ------------ | ------------ | ------------ | ----------------- | ----------- | ----------- | ----------- | ----------------- | ------------ | ------------------ | ------------ | -------- | -------- | -------- | -------- | ----- |
| T. max. assoluta (°C)          | 12,0 (1932)  | 16,4 (2020)  | 19,6 (1955)  | 22,9 (1968)  | 25,0 (1967, 1969) | 30,0 (1965) | 31,5 (1983) | 31,5 (1966) | 28,0 (1962)       | 24,3 (1962)  | 19,5 (1970)        | 16,0 (1961)  | 16,4     | 25,0     | 31,5     | 28,0     | 31,5  |
| T. min. assoluta (°C)          | −21,0 (1968) | −20,4 (1956) | −16,0 (1949) | −12,0 (1929) | −5,5 (1957)       | −1,0 (1953) | 0,5 (1971)  | 2,5 (1938)  | −2,0 (1931, 1936) | −11,0 (1941) | −13,0 (1971, 1975) | −18,0 (1941) | −21,0    | −16,0    | −1,0     | −13,0    | −21,0 |